# 호르스트 안테스
호르스트 안테스(Horst Antes, 1936년 10월 28일 독일 헤펜하임 출생)는 독일의 예술가이자 조각가이다.

## 초기 생애 및 교육
안테스는 아비투어 후, 1957년부터 1959년까지 카를스루에에 위치한 국립 미술 아카데미(현재의 카를스루에 국립 미술 아카데미)에서 중요한 목판화가였던 HAP 그리스하버 밑에서 공부했다. 1959년, 안테스의 작품은 하노버 시의 미술상과 독일 청소년 미술상의 일환인 판코퍼 상을 수상하면서 예술적으로 인정받았다.

## 경력
안테스는 초기 작품에서 구상 회화와 앙포르멜 예술 사이의 길을 모색했다. 그의 중요한 롤 모델 중 한 명은 빌렘 드 쿠닝이었다. 1960년경, 그는 'Kopffüßler'(직역: 머리발)라는 형식을 발견했으며, 이는 이후 다양한 변형과 예술 기법에서 그를 사로잡았다. 1963년경, 'Kopffüßler'는 스타일적, 맥락적 전제가 완전히 발전되었고, 그해 시작된 그의 조각 작업에도 중요한 역할을 하게 되었다.

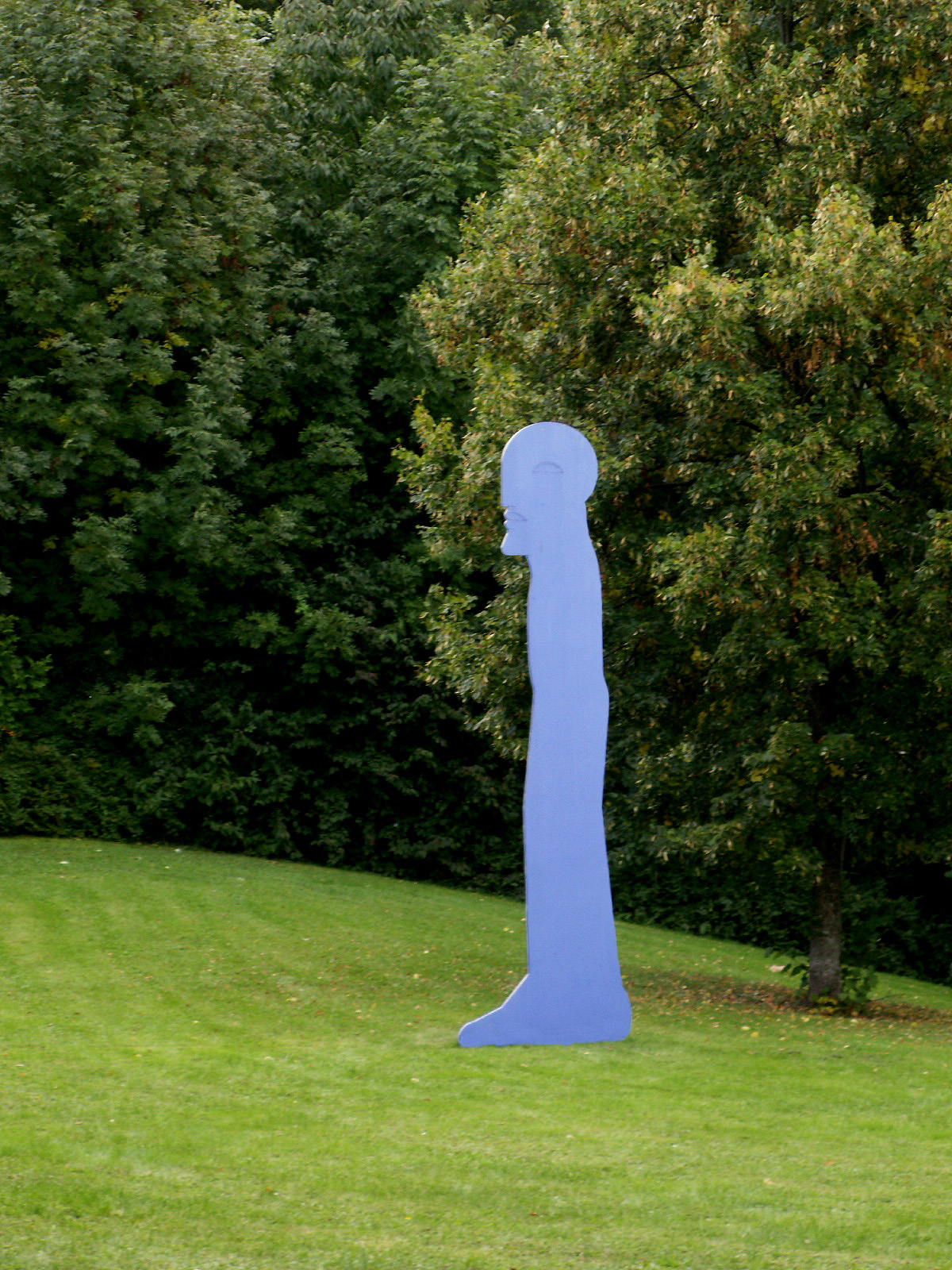
호르스트 안테스의 두족인 조각

안테스는 1960년대에 여러 장학금과 상을 수상했으며, 1962년 피렌체의 빌라 로마나 상과 1963년 로마의 빌라 마시모 장학금을 받았다. 1966년, 그는 29세의 나이로 카를스루에 미술 아카데미에서 교수직을 수락했으며, 1967년부터 1973년까지 카를스루에에서 교수로 재직했고, 당시의 제자로는 안젤름 키퍼가 있다. 1년 동안 베를린 국립 미술 아카데미에서 객원 교수직을 맡았다. 1984년 카를스루에 미술 아카데미에서 다시 강의를 시작하여 16년간 가르쳤다. 그는 1989년 슈투트가르트에서 한스 몰펜터 상을 수상했다.
1990년 이후, 안테스는 카를스루에, 피렌체, 베를린에서 거주하며 작업하고 있다. 그의 작품은 회화와 그래픽 아트뿐만 아니라 공공 장소에 설치된 조각품도 포함된다. 안테스의 작품은 전 세계적으로 전시되고 있으며, 함부르크 미술관, 쾰른 루드비히 박물관, 베를린 국립 미술관, 뉴욕 현대 미술관 등 독일의 주요 미술관에 소장되어 있다.